# Breidvågnipa
Breidvågnipa är en bergstopp i Antarktis. Den ligger i Östantarktis. Norge gör anspråk på området. Toppen på Breidvågnipa är 325 meter över havet.
Terrängen runt Breidvågnipa är huvudsakligen kuperad, men åt nordväst är den platt. Havet är nära Breidvågnipa åt sydväst. Trakten är obefolkad. Det finns inga samhällen i närheten. 